# Římskokatolická farnost Dolní Lutyně
Římskokatolická farnost Dolní Lutyně je farnost římskokatolické církve v děkanátu Karviná ostravsko-opavské diecéze. Farním kostelem je kostel svatého Jana Křtitele v Dolní Lutyni.

## Historie
Farnost vznikla v 14. století nebo v první polovině15. století. Byla zmíněná v dokumentu svatopetrského haléře, sestaveného opolským arcidiakonem Mikołajem Wolffem v roce 1447, kde mimo jiné se zmínil o farnosti děkanátu v Těšíně pod názvem Lutina. Na základě velikosti poplatků uvedené v této zprávě (ve všech podřízených vesnicích) byl počet farníků odhadnut na 210.
Nejspíše ve druhé polovině 16. století se farnost stala luterskou; Dolní (Německá) Lutyně byla luterská ještě při kanonické vizitaci roku 1652.
V roce 1654 byla již katolická farnost pod nově utvořeným fryštátským děkanátem.
Po ukončení slezských válek a hraniční oddělení diecéze vratislavské, která byla na území Pruského království, byl k řízení ostatních farností na území habsburské monarchie založen v roce 1770 Generální vikariát rakouské části vratislavské diecéze. Po první světové válce Dolní Lutyně zůstala na území Československa, ale nadále podléhala vratislavské arcidiecézi, pod zvláštním úřadem, který byl pro tento účel zřízen, Knížebiskupský komisariát niský a těšínský. V době okupace Polskem (1938) byla farnost zařazena pod diecézi katovickou a 1. ledna 1940 zpět pod diecézi vratislavskou. V roce 1947 byla vytvořena apoštolská administratura v Českém Těšíně podřízená přímo Svatému stolci. V roce 1978 byla oblast administratury podřízená olomoucké arcidiecézi. V roce 1996 byla zařazena po novou diecézi ostravsko-opavskou.

## Seznam duchovních správců
| rok  |                      |       |  |
| ---- | -------------------- | ----- |  |
| 2017 | Mgr. Marián Pospěcha | farář |  |